# Hikaru Nakamura
Hikaru Nakamura (tiếng Nhật: 中村光 hoặc ヒカル・ナカムラ, sinh ngày 9 tháng 12 năm 1987) là một đại kiện tướng cờ vua người Mỹ gốc Nhật.
Anh là kỳ thủ bốn lần giành danh hiệu vô địch Hoa Kỳ, giành chức vô địch Tata Steel nhóm A năm 2011 và đại diện cho Hoa Kỳ trong năm kỳ Olympiad Cờ vua, 
giành hai huy chương đồng giải đồng đội. Nakamura cũng là tác giả một cuốn sách về cờ siêu chớp có tên Bullet Chess: One Minute to Mate.
Hệ số USCF đỉnh cao của anh là 2900 vào tháng 8 năm 2015. Trong tháng 10 năm 2015, Nakamura đạt đến hệ số FIDE cao nhất là 2816, xếp thứ 2 thế giới chỉ sau Magnus Carlsen. Trong tháng 5 năm 2014, khi FIDE bắt đầu công bố danh sách xếp hạng cờ nhanh và chớp chính thức, Nakamura xếp hạng số một thế giới trên cả hai danh sách này.

## Kết quả các kỳ tham gia Cúp cờ vua thế giới
| Năm             | 2005 | 2007 | 2009 | 2011 | 2013 | 2015 |
| --------------- | ---- | ---- | ---- | ---- | ---- | ---- |
| Chess World Cup | 1R   | A    | A    | A    | 4R   |      |

## Thời thơ ấu
Hikaru Nakamura được sinh ra ở Hirakata, Ōsaka, Nhật Bản vào ngày 9 tháng 12 năm 1987, bởi mẹ là người Mỹ, Carolyn Merrow Nakamura, một nhạc sĩ được đào tạo cổ điển và cũng là một giáo viên trường công, với cha là người Nhật Bản, Shuichi Nakamura. Nakamura có một người anh trai tên là Asuka. Khi anh 2 tuổi, gia đình anh chuyển đến sinh sống ở Mĩ, và một năm sau đó, cha mẹ anh li dị. Nakamura bắt đầu chơi cờ vua khi anh mới 7 tuổi và được huấn luyện bởi cha dượng người Sri Lanka của anh, một kiện tướng và tác giả sách cờ vua - Sunil Weeranmantry. Weeranmantry bắt đầu huấn luyện cho anh em nhà Nakamura sau khi Asuka Nakamura chiến thắng ở giải cờ vua National Kindergarten Championship vào năm 1992.